# Un Noël en Californie : Les Lumières de la ville
Série Un Noël en Californie
Un Noël en Californie
(2020)
Pour plus de détails, voir Fiche technique et Distribution.
Un Noël en Californie : Les Lumières de la ville (A California Christmas: City Lights) est un film de Noël comique et romantique américain réalisé par Shaun Paul Piccinino à partir d'un scénario de Lauren Swickard. Les acteurs principaux du film sont Josh Swickard et Lauren Swickard. Le film est sorti sur Netflix le 16 décembre 2021.
Il s'agit de la suite du film Un Noël en Californie, sorti en 2020.

## Fiche technique
Sauf indication contraire, les informations mentionnées dans cette section peuvent être confirmées par la base de données cinématographiques IMDb,  présente dans la section « Liens externes ».
- Titre originale : A California Christmas: City Lights
- Titre français: Un Noël en Californie : Les Lumières de la ville
- Réalisation : Shaun Paul Piccinino
- Scénario : Lauren Swickard
- Décors : Nathan Pacyna
- Costumes : Elizabeth Jett
- Photographie : Brad Rushing (en)
- Montage : Brett Hedlund
- Musique : Jamie Christopherson (en)
- Production : Daniel Aspromonte, Ali Afshar, Josh Swickard et Lauren Swickard
  - Coproduction : Stuart Davis et John Ducey
- Sociétés de production : ESX Entertainment
- Société de distribution : Netflix
- Pays d’origine :  États-Unis
- Langue originale : anglais
- Format : couleur
- Durée : 106 minutes
- Dates de sortie : Monde : 16 décembre 2021 (Netflix)

## Distribution
- Lauren Swickard (VF : Diane Dassigny) : Callie Bernet
- Josh Swickard (VF : Sébastien Baulain) : Joseph Van Aston
- Ali Afshar (VF : Thierry Kazazian) : Leo
- David Del Rio (VF : Tanguy Goasdoué) : Manny
- Natalia Mann (VF : Lila Lacombe) : Hannah Bernet
- Raquel Dominguez (VF : Barbara Beretta) : Brandy
- Laura James : Victoria
- Noah James : Owen
- Katelyn Epperly (en) : Liz
- Gunnar Anderson : Connor
- Amanda Detmer : Wendy Bernet
- Derrica Barbee : Derrica
- Bethany Walls : Ainsley
- Julie Lancaster (VF : Déborah Perret) : Amy Van Aston

Version française
- Société de doublage : Imagine
- Direction artistique : Mathieu Richer

 Source et légende : version française (VF) sur RS Doublage

## Production
Ali Afshar est le PDG de la société ESX Productions.
Le tournage a eu lieu à Petaluma, en Californie du 25 juin au 4 août 2021. Entre le premier et le deuxième film, Josh et Lauren Swickard ont accueilli leur petite fille, Savannah. Lorsque le deuxième film a commencé à tourner, cela ne faisait que deux mois que Lauren avait accouché.